# Hệ hai trạng thái lượng tử
Trong cơ học lượng tử, một hệ hai trạng thái là một hệ có 2 trạng thái lượng tử khả thi, ví dụ spin của một hạt spin-1/2 như electron có thể nhận giá trị +ħ/2 hoặc −ħ/2, với ħ là hằng số Planck rút gọn.Một ví dụ thường được nghiên cứu trong vật lý nguyên tử, là sự thay đổi trạng thái của nguyên tử từ bình thường sang trạng thái kích thích.
Các tính chất vật lý của hệ hai trạng thái trong cơ học lượng tử là tầm thường nếu 2 trạng thái có năng lượng bằng nhau. Tuy nhiên nếu có sự chênh lệch về năng lượng thì động lực học không tầm thường có thể diễn ra.

## Động lực học cho toán tử Hamilton không phụ thuộc thời gian
Nếu đặt {\displaystyle H} là Toán tử Hamilton không phụ thuộc thời gian, {\displaystyle |a\rangle } và {\displaystyle |b\rangle } là 2 trạng thái năng lượng riêng của hệ, với các giá trị riêng là {\displaystyle E_{a}} và {\displaystyle E_{b}}.
Bất kỳ trạng thái {\displaystyle |\psi (t)\rangle } nào của hệ cũng có thể viết dưới dạng chồng chập lượng tử của các trạng thái riêng của năng lượng; ví dụ tại {\displaystyle t=0} ta có:
{\displaystyle |\psi (0)\rangle =c_{a}|a\rangle +c_{b}|b\rangle ,}
với {\displaystyle c_{a}} và {\displaystyle c_{b}} là các hệ số phức.
Tại một thời điểm sau đó {\displaystyle t}, các trạng thái năng lượng riêng {\displaystyle |a\rangle } và {\displaystyle |b\rangle ,} sẽ biến đổi thành {\displaystyle |a\rangle e^{-iE_{a}t/\hbar }} và {\displaystyle |b\rangle e^{-iE_{b}t/\hbar }}, do đó
{\displaystyle |\psi (t)\rangle =c_{a}|a\rangle e^{-iE_{a}t/\hbar }+c_{b}|b\rangle e^{-iE_{b}t/\hbar }.}
Mỗi hệ hai trạng thái có một tần số góc cho bởi công thức
{\displaystyle \omega ={\frac {E_{b}-E_{a}}{\hbar }},}
trong đó Eb > Ea.
Các tính chất vật lý của hệ hai trạng thái rất hữu dụng khi áp dụng vào các hệ đa trạng thái chỉ có đủ năng lượng để kích thích 2 trạng thái thấp nhất, kết quả là tạo ra một hệ hai trạng thái. Trong thực tế, rất khó để nhận diện một hệ hai trạng thái thực thụ; thường chỉ đơn thuần là các hệ có chu trình năng lượng cô lập 2 trạng thái cụ thể.
Tập hợp tất cả trạng thái trong hệ hai trạng thái có thể được sơ đồ hóa bằng một quả cầu Bloch. Trong hình thái này, mỗi trạng thái được biểu diễn bằng 1 điểm trên quả cầu đơn vị. Hệ tọa độ cầu được chọn sao cho trạng thái năng lượng riêng {\displaystyle |a\rangle } có độ dư vĩ θ = 0 và trạng thái năng lượng riêng {\displaystyle |b\rangle } có θ = π (nói cách khác, {\displaystyle |a\rangle } nằm ở cực Bắc và {\displaystyle |b\rangle } nằm ở cực Nam). Trạng thái {\displaystyle |\psi \rangle } có độ dư vĩ θ và góc phương vị φ được tính bởi các hệ số {\displaystyle c_{a}} và {\displaystyle c_{b}}.

## Tiến động trong trường
Tương tác giữa một hệ hai trạng thái và một trường ngoài dẫn đến sự tiến động của các vectơ trạng thái. Khả năng điều khiển vị trí của một vectơ trạng thái trên quả cầu Bloch được thực thi bởi qubit. Giả dụ, một hạt có spin-1/2 được đặt trong từ trường {\displaystyle \mathbf {B} =B\mathbf {\hat {n}} }. Toán tử Hamilton trong trường hợp này là:
{\displaystyle H=-{\boldsymbol {\mu }}\cdot \mathbf {B} =-\mu {\boldsymbol {\sigma }}\cdot \mathbf {B} }
với {\displaystyle \mu } là độ lớn của mômen lưỡng cực từ của hạt và {\displaystyle {\boldsymbol {\sigma }}} là vectơ Ma trận Pauli. Tương tự với các hệ khác, {\displaystyle \mu } là hằng số, {\displaystyle \mathbf {B} =B\mathbf {\hat {n}} } là trường ngoài. Giải phương trình Schrödinger phụ thuộc thời gian {\displaystyle H\psi =i\hbar \partial _{t}\psi } cho ra kết quả
{\displaystyle \psi (t)=e^{i\omega t{\boldsymbol {\sigma }}\cdot \mathbf {\hat {n}} }\psi (0),}
với {\displaystyle \omega =\mu B/\hbar } và {\displaystyle e^{i\omega t{\boldsymbol {\sigma }}\cdot \mathbf {\hat {n}} }=\cos {\left(\omega t\right)}I+i\mathbf {\hat {n}} \cdot {\boldsymbol {\sigma }}\sin {\left(\omega t\right)}}. Công thức này tương đương với vectơ Bloch tiến động quanh {\displaystyle \mathbf {\hat {n}} } với tần số góc {\displaystyle 2\omega }. Nhìn chung:
{\displaystyle e^{i\omega t{\boldsymbol {\sigma }}\cdot \mathbf {\hat {n}} }={\begin{pmatrix}e^{i\omega t}&0\\0&e^{-i\omega t}\end{pmatrix}}.}
Sự biểu diễn trên quả cầu Bloch cho một vectơ trạng thái {\displaystyle \psi (0)} sẽ chỉ là vectơ của các giá trị được mong đợi {\displaystyle \mathbf {R} =\left(\langle \sigma _{x}\rangle ,\langle \sigma _{y}\rangle ,\langle \sigma _{z}\rangle \right)}. Ví dụ, xét trường hợp {\displaystyle \psi (0)} là chồng chập lượng tử chuẩn hóa của {\displaystyle |\uparrow \rangle } và {\displaystyle |\downarrow \rangle }, hay, một vectơ có thể biểu diễn dưới dạng {\displaystyle \sigma _{z}}:
{\displaystyle \psi (0)={\frac {1}{\sqrt {2}}}{\begin{pmatrix}1\\1\end{pmatrix}}}
Các thành phần của {\displaystyle \psi (t)} trên quả cầu Bloch sẽ là {\displaystyle \mathbf {R} =\left(\cos {2\omega t},-\sin {2\omega t},0\right)}. Đây là vectơ cơ sở có hướng {\displaystyle \mathbf {\hat {x}} } và tiến động quanh {\displaystyle \mathbf {\hat {z}} } theo chiều kim đồng hồ. Bằng việc quay quanh {\displaystyle \mathbf {\hat {z}} }, bất kỳ vectơ trạng thái {\displaystyle \psi (0)} nào cũng có thể biểu diễn bằng {\displaystyle a|\uparrow \rangle +b|\downarrow \rangle } với các hệ số thực {\displaystyle a} và {\displaystyle b}. Các vectơ tương ứng với Bloch vectơ trong mặt phẳng xz tạo thành một góc {\displaystyle \tan(\theta /2)=b/a} với trục z. Vectơ này sẽ tiếp tục tiến động quanh {\displaystyle \mathbf {\hat {z}} }. Trên lý thuyết, bằng việc cho hệ tương tác với các trường có hướng và độ lớn xác định trong một khoảng thời gian hợp lý, ta có thể điều hướng Bloch vector theo bất kỳ hướng nào, tương đương với việc tính được bất kỳ chồng chập lượng tử phức nào. Đây là cơ sở cho rất nhiều công nghêj, gồm cả máy tính lượng tử và chụp cộng hưởng từ.

## Các ví dụ về hệ hai trạng thái lượng tử
- Các hạt Spin-1/2 là các hệ hai trạng thái lượng tử khi chỉ xét các bậc spin tự do.
- Sự đổi bậc tự do trong phân tử amonia; Nitơ ở đỉnh của phân tử Amonia có hai trạng thái - "up" and "down", nằm ở hai bên ngược nhau trong mặt phẳng tạo bởi ba nguyên tử hydro. Trong một điện trường, hai trạng thái này không tương đương năng lượng.
- Các hệ hai trạng thái rất quan trọng với máy tính lượng tử và được sử dụng để tính toán các qubit.